# Sciara subfascipennis
Sciara subfascipennis är en tvåvingeart som beskrevs av Edwards 1928. Sciara subfascipennis ingår i släktet Sciara och familjen sorgmyggor. Inga underarter finns listade i Catalogue of Life.